# Palazzo Fusco
Il Palazzo Fusco è un edificio di valore storico e architettonico di Napoli, situato in via Gaetano Filangieri.
L'edificio venne commissionato dal senatore, avvocato e sindaco di Napoli Salvatore Fusco all'architetto Emmanuele Rocco (1852-1922), appena reduce dall'impresa architettonica della Galleria Umberto I. Sulla chiave di volta del portale sono segnate la data di completamento (1890) e la sigla del committente. Il palazzo si distacca dal filone neo-rinascimentale, molto in voga nella Napoli dell'epoca, e piuttosto va ricondotto a uno stile neo-barocco che omaggia il Settecento napoletano. Nella facciata a quattro piani quello nobile è riconoscibile, in quanto è il solo che ha finestre sormontate da una spessa banda retta. Oltrepassato l'androne, decorato da lievi stucchi, si giunge al piccolo cortile, caratterizzato sul fondo da una scala aperta, le cui arcate ribassate sono chiuse da vetrate e alla cui base c'è un'artistica pensilina in vetro e ferro battuto.
In molte sale si conservano affreschi e decorazioni, probabilmente commissionate sempre dal Fusco. Qui aveva il suo studio il noto avvocato penalista Enrico Tuccillo, deceduto nell'aprile del 2020.

## Altre immagini

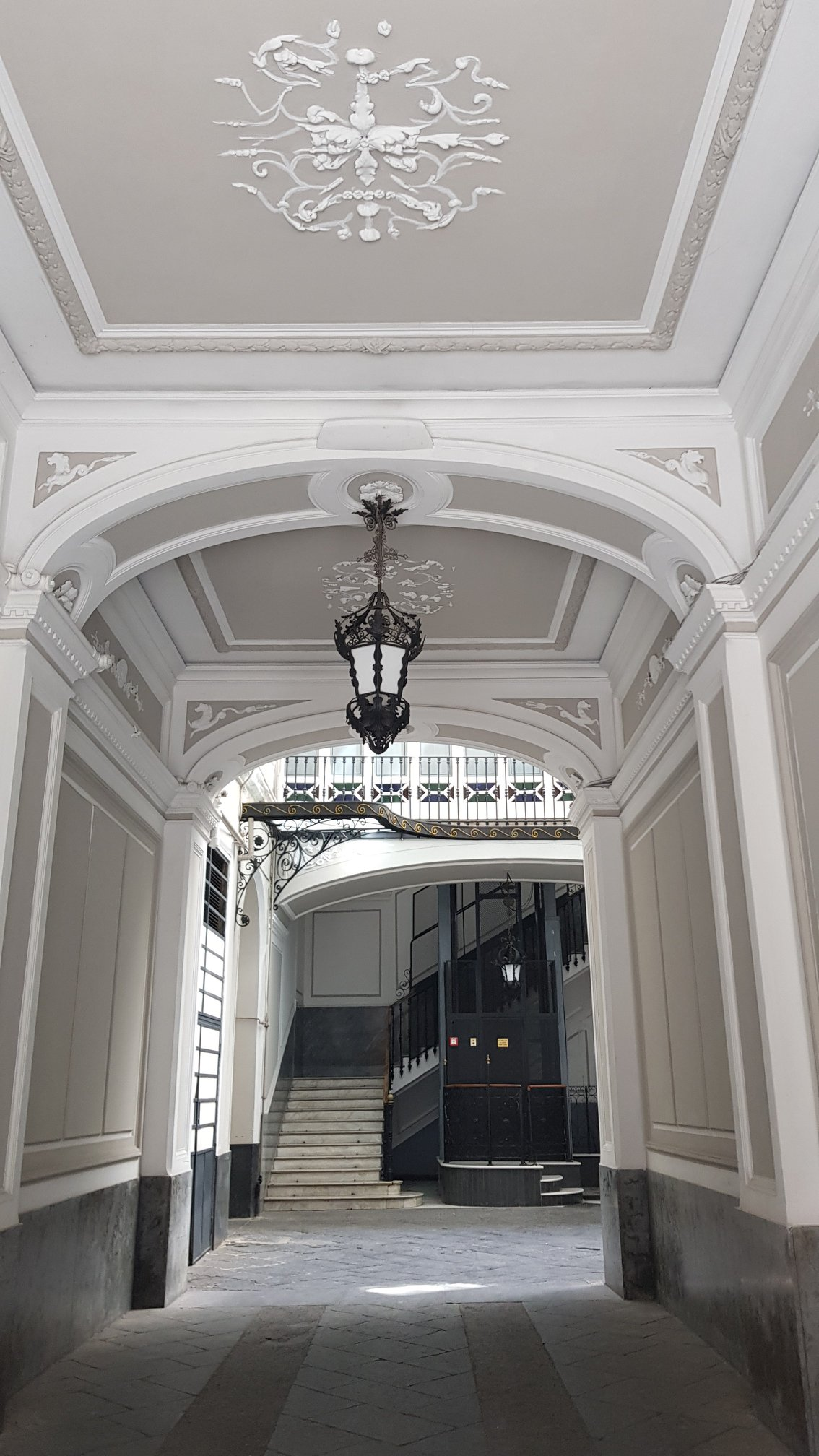
Androne
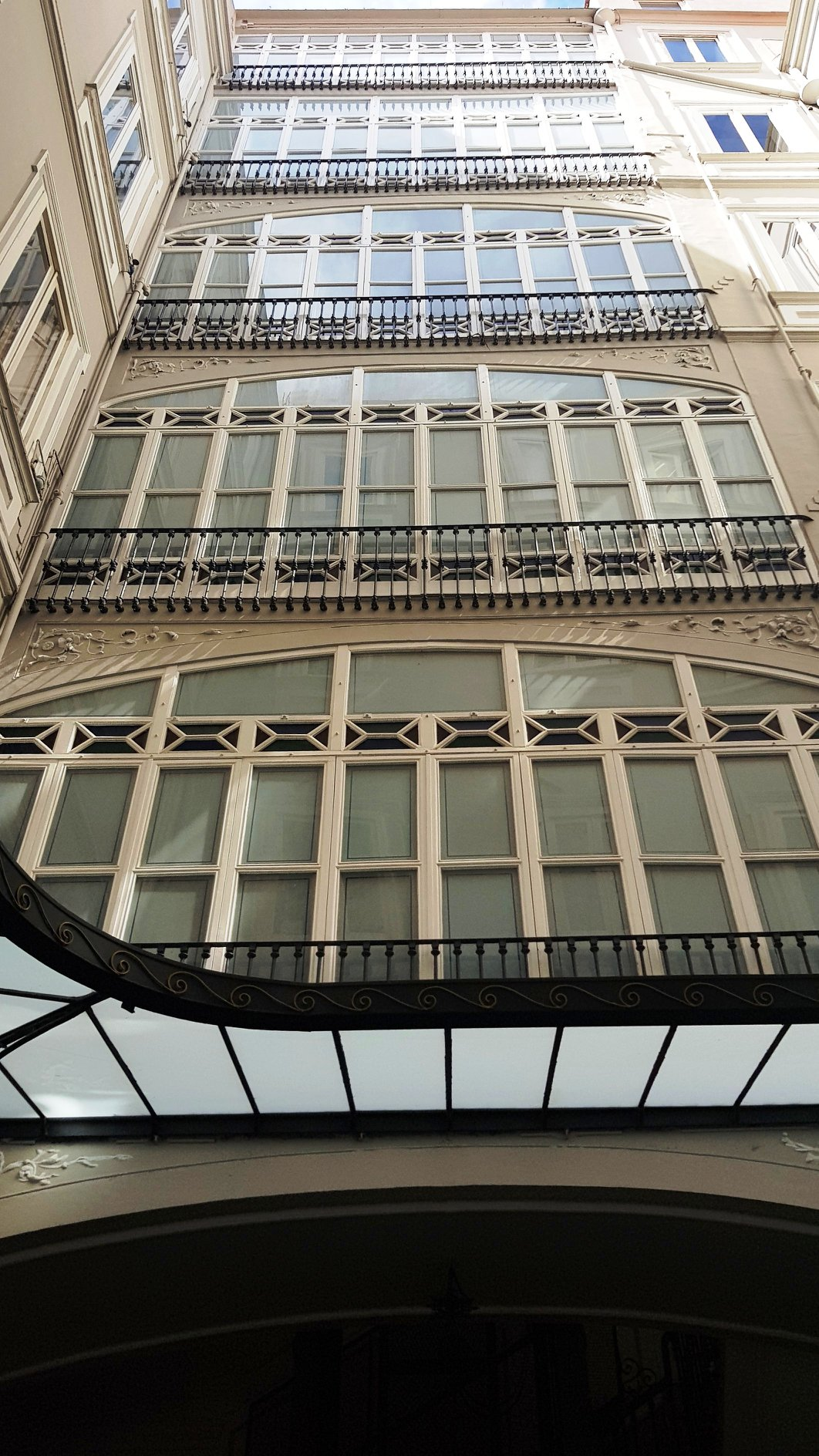
Scala